# ديفيد ولز (عسكري)
ديفيد ولز (بالإنجليزية: David Wells)‏ هو عسكري أسترالي، ولد في 19 نوفمبر 1918 في إينفيريل في أستراليا، وتوفي في 27 سبتمبر 1983 في كولا ‏ في أستراليا بسبب مرض.

## الحياة المهنية البحرية
التحق ويلز بالكلية البحرية الملكية الأسترالية في مستودع فليندرز البحري في يناير 1933، وكان عمره 14 عاماً. وبعد مرور أربع سنوات تقريباً، حصل على أقصى مدة للترقية المبكرة إلى رتبة ملازم) بالإضافة إلى جوائز التفوق في الرياضيات والفيزياء والكيمياء.